# At KROQ
At KROQ è un EP del cantante inglese Morrissey, pubblicato il 18 settembre 1991, dalla Sire/Reprise, per il solo mercato americano.

## Realizzazione
Il materiale venne registrato dal vivo ad Hollywood, durante una session radiofonica presso i Capitol Studios dell'emittente KROQ-FM, il 3 giugno 1991, mentre Morrissey era in tour promozionale del suo secondo album, Kill Uncle. Al termine dell'ultima traccia, Sing Your Life, ci sono undici minuti di messaggi di fan registrati sulla segreteria telefonica della radio.
La copertina ritrae una foto di Morrissey assieme alla sua band, presumibilmente scattata a Colonia nel 1991.

## Tracce
1. There's a Place in Hell for Me and My Friends – 2:27
2. My Love Life – 4:26
3. Sing Your Life – 11:53

- In realtà "Sing Your Life" dura 3:40. Seguono 10 secondi di silenzio fino a quando al minuto 3:50 inizia una hidden track senza titolo.

## Formazione
- Morrissey – voce
- Alain Whyte - chitarra
- Boz Boorer – chitarra
- Gary Day – basso
- Spencer Cobrin – batteria